# Mad World
Ne doit pas être confondu avec MadWorld.
Singles de Tears for Fears
Pale Shelter (en) (You Don't Give Me Love)
(1982) Change (en)
(1983)
Mad World est une chanson du groupe britannique Tears for Fears sortie en 1982.
Premier succès du groupe, elle connaît, à partir de 2001 un regain de popularité grâce à sa reprise par Michael Andrews et Gary Jules.

## Version de Tears for Fears
Écrite par Roland Orzabal et chantée par Curt Smith, cette chanson est le troisième single du groupe et son premier succès, arrivant en troisième position dans le UK Singles Chart en novembre 1982 ; c'est aussi, et dans le même temps, le premier tube international du groupe, se classant au Top 40 dans plusieurs pays à travers le monde (Allemagne, Afrique du Sud, Irlande, Nouvelle-Zélande, etc.). D'ailleurs, concernant ce succès international, il est à noter que c'est en Afrique du Sud que ce titre a atteint sa meilleure place, puisqu'il s'y est classé no 2 au printemps 1983, Tears for Fears devenant alors un groupe très populaire dans ce pays.
Mad World figure sur le premier album de Tears for Fears, The Hurting, qui parut au printemps 1983 et connut lui aussi un grand succès (no 1 au Royaume-Uni, no 7 au Canada, no 15 en Allemagne, no 16 en Nouvelle-Zélande, etc.).
Les paroles contiennent des références aux théories du psychologue américain Arthur Janov, inventeur de la thérapie primale. Par exemple la phrase « The dreams in which I'm dying are the best I've ever had » (« Les rêves dans lesquels je meurs sont les meilleurs que je n'ai jamais faits ») vient de l'idée de Janov selon laquelle les cauchemars peuvent être bénéfiques car ils permettent d'apaiser les tensions.
Le clip, réalisé par Clive Richardson, met en scène Curt Smith, l'air triste, qui chante dans une maison, regardant à l'extérieur par une fenêtre tandis que Roland Orzabal exécute quelques pas de danse près d'un lac. Une séquence montre par la suite une fête d'anniversaire avec des enfants et une femme qui n'est autre que la mère de Curt Smith.

## Version de Michael Andrews et Gary Jules
En 2001, elle est reprise par le duo formé par le musicien Michael Andrews et le chanteur Gary Jules pour la BO du film culte Donnie Darko. Sortie en single le 15 décembre 2003 au Royaume-Uni, elle entre directement à la 1re place des charts britanniques qu'elle conserve trois semaines durant, décrochant le titre convoité de no 1 de Noël. Elle devient la meilleure vente de singles l'année au Royaume-Uni. La chanson est récompensée aux Ivor Novello Awards en 2004 dans la catégorie Best Selling UK Single. Dans la foulée, elle connaît un grand succès international.
Le clip a été réalisé par Michel Gondry. Filmé depuis le toit en terrasse d'une école, il montre des enfants qui se regroupent sur le trottoir pour former différentes figures (personnages, maison, bateau, voiture, animaux). La caméra pivote deux fois sur la gauche pour montrer Gary Jules appuyé à la balustrade de la terrasse puis une fois sur la droite, filmant lors du plan final Michael Andrews devant son piano. 
Cette version de la chanson est beaucoup plus épurée que l'originale. Gary Jules chante, simplement accompagné par Michael Andrews au piano et quelques discrets arrangements synthétiques, sans aucunes percussions ni batterie. Elle est par ailleurs souvent utilisée sur Internet comme musique de solitude, similaire à Sound of silence de Simon and Garfunkel,.
En 2013, Gary Jules est invité par Mylène Farmer sur sa tournée Timeless 2013, chantant pour chaque concert Mad World en duo avec elle.

## Classements

### Classements hebdomadaires
| Classement (1982-83)              | Meilleure position |
| --------------------------------- | ------------------ |
| Afrique du Sud (Springbok Charts) | 2                  |
| Allemagne (Media Control AG)      | 21                 |
| Australie (ARIA Charts)           | 12                 |
| Irlande (IRMA)                    | 6                  |
| Nouvelle-Zélande (RMNZ)           | 25                 |
| Royaume-Uni (UK Singles Chart)    | 3                  |

| Classement (2013) | Meilleure place |
| ----------------- | --------------- |
| France (SNEP)     | 73              |

| Classement (2003-2010)                      | Meilleure place |
| ------------------------------------------- | --------------- |
| Allemagne (Media Control AG)                | 3               |
| Australie (ARIA)                            | 28              |
| Autriche (Ö3 Austria Top 40)                | 13              |
| Belgique (Flandre Ultratop 50 Singles)      | 23              |
| CanadaCanadian Digital Singles Chart        | 1               |
| Danemark (Tracklisten)                      | 2               |
| Écosse (OCC)                                | 1               |
| États-Unis Billboard Hot Modern Rock Tracks | 30              |
| France (SNEP)                               | 30              |
| Irlande (IRMA)                              | 2               |
| Italie (FIMI)                               | 19              |
| Nouvelle-Zélande (RMNZ)                     | 37              |
| Pays-Bas (Single Top 100)                   | 4               |
| Portugal (Portuguese Singles Chart)         | 1               |
| Royaume-Uni (UK Singles Chart)              | 1               |
| Suède (Sverigetopplistan)                   | 10              |
| Suisse (Schweizer Hitparade)                | 24              |

| Classement (2009)              | Meilleure place |
| ------------------------------ | --------------- |
| Canada (Canadian Hot 100)      | 10              |
| États-Unis (Billboard Hot 100) | 19              |

| Classement (2017) | Meilleure place |
| ----------------- | --------------- |
| France (SNEP)     | 14              |

## Reprises

### Musique
En 1992, Nicola Sirkis, leader du groupe français Indochine, publie un album en solo, Dans la Lune, constitué de reprises de chansons qu'affectionne Nicola dont Mad World.
En 1995, le refrain de Mad World est repris par le groupe d'Italo dance Jog et incorporé à la chanson Future qui engendrera bon nombre de remixes dans le monde de la musique électronique,.
Le groupe de rock industriel américain Kill Switch...Klick (en) la reprend à son tour en 1998.
En 2005, le groupe de rock alternatif The Red Paintings sort une reprise de Mad World sur leur album Walls.
En 2006 Sara Hickman (en) reprend la chanson qui figure sur son album Motherlode. Sa version a été utilisée dans l'épisode 18 de la saison 5 de The Vampire Diaries.
Elle fut également reprise par la chanteuse Susan Boyle dans son album Someone To Watch Over Me en 2011.
En 2013, Luc Arbogast et Thomas Vaccari, deux candidats de la Saison 2 de The Voice : la plus belle voix, s'affrontent en duel durant les "battles", sur cette chanson, avant de figurer dans le 6e album de Luc Arbogast : Odysseus, sorti en août de la même année.
La même année, lors de la finale du 26 février de la saison 9 de Nouvelle Star, Sophie-Tith interprète une seconde fois le titre (la première fois ce fut au théâtre) pour s'adjuger la victoire finale.
En 2013 également elle est interprétée par le groupe Cats on Trees.
La chanteuse estonienne Sandra Nurmsalu reprend la chanson pour Kaks Takti Ette, un télé-crochet estonien.
En 2014, le groupe de black metal Harakiri For The Sky a interprété cette chanson en bonus track sur l'album Aokigahara.
En avril 2014, c'est Kendji Girac qui reprend la chanson sur les lives de la saison 3 de The Voice, la plus belle voix, il sera d'ailleurs sauvé par le public grâce à cette reprise.
La chanson est reprise en 2015 par Madilyn Bailey puis en 2016 par Jasmine Thompson pour le film Arès et en 2018 par Imagine Dragons.
Début avril 2020, Curt Smith s'enregistre en duo avec sa fille Dina sur cette chanson, depuis chez eux (à cause de la pandémie de Covid-19), puis diffuse l'enregistrement via les réseaux sociaux ; l'enregistrement est massivement écouté dans les jours et semaines suivants, dépassant rapidement les millions de vues.
En août 2020, le groupe de rock Palaye Royale la reprend.
En avril 2021, c'est Demi Lovato sur son septième album Dancing with the Devil...The art of starting over qui reprend la chanson.
Beaucoup d'artistes ont interprété ce titre — arrangé de façon similaire à la version de Michael Andrews et Gary Jules, avec parfois à la clé un certain succès — comme c'est le cas aux États-Unis pour Adam Lambert lors de l'émission American Idol ou encore en France avec Benjamin Boehm, lors de l'émission La Nouvelle Star.

### Séries télévisées
La version d'Andrews et Jules a également été fréquemment utilisée comme musique pour des épisodes de séries télévisées. Elle a été employée dans les séries suivantes :
- Les Experts : saison 6, épisode 2, Sévices d'étage (Room Service)
- Emmerdale
- Jericho : saison 1, épisode 18, Adieu (One Man's Terrorist)
- Amy
- Las Vegas
- NIH : Alertes médicales : saison 6, épisode 3, Le Point Commun
- Affaires non classées
- Smallville : saison 2, épisode 11, Le retour du héros
- Station X
- Schimanski
- Le Destin de Lisa
- Mr. Robot
- New York 911 : saison 4, épisode 15, Dommages collatéraux - 2e partie (Collateral Damage - Part 2)
- FBI : Portés disparus : saison 2, épisode 1, Le Bus (The Bus)
- Alerte Cobra : saison 21, pilote, Tourner la page (Auf Leben und Tod)
- Grey's Anatomy
- Nip/Tuck : saison 6, épisode 2
- Being Human (US) : saison 1, épisodes 7 et 8
- Urgences : saison 15, épisode 12 (plusieurs versions)
- The Cleveland Show : saison 3, épisode 16, Frapp Attack
- Psych : Enquêteur malgré lui : saison 5, épisode 8
- Helix : saison 1, épisode 9
- Sense8 : saison 1, épisode 9
- Deutschland 83 : saison 1, épisode 5
- Dr House : saison, 4 épisode final
- Timeless : saison 1, épisode 2 (scène finale)
- Insoupçonnable : générique de la saison 1
- Riverdale
- Et doucement allumer les étoiles (téléfilm, 2023)

Toutes ces utilisations ont contribué à faire de la chanson Mad World un standard dans le paysage musical pop moderne.

### Jeu Vidéo
En 2011, la chanson est utilisée dans le jeu vidéo Gears of War 3 sur Xbox 360 lors du sacrifice d'un des personnages principaux. Seule différence, cette version n'est pas accompagnée de paroles. Ce fut d'ailleurs cette même version qui a servi dans la présentation du moteur Unreal Engine 3.0 en 2004 avec ce qui est devenu le projet Gears of War.